# Чемпионат Венесуэлы по футболу
Чемпионат Венесуэлы по футболу (исп. Primera División Venezolana) — соревнование ведущих клубов Венесуэлы по футболу, в котором выявляется чемпион страны и участники международных клубных соревнований.

## История
Любительские чемпионаты проводились с 1921 по 1956 год. Большинства команд-чемпионов тех лет уже давно не существует. Учитывая крайне низкий уровень футбола в стране в тот период, логичнее всего отсчитывать чемпионства начиная с профессионализации в 1957 году (однако результаты сборной в те годы лишь подтверждали низкий уровень футбола в стране). С середины 1980-х годов чемпионат стал проводиться по «европейской» системе. Это было началом нового этапа развития футбола в Венесуэле и роста его конкурентоспособности. Во второй половине 2015 года прошёл переходный турнир для установления системы с чемпионом за календарный год. Победитель этого турнира («Самора») получил лишь путёвку в Южноамериканский кубок 2016 и не считается чемпионом страны.

## Формат
Формат до 2021 года
20 команд играют два турнира в один раунд каждый год: Апертура (с февраля по июнь) и Клаусура (с августа по декабрь). Формат чемпионата такой же как и в европейских лигах, команды получают одно очко за ничью и три очка за победу.
Абсолютный чемпион определяется между победителями Апертуры и Клаусуры. Если одна и та же команда становится победителем обоих турниров, то она автоматически объявляется чемпионом.
Формат с 2022 года
С 2022 года этапы плей-офф в Апертуре и Клаусуре будут отменены. Число команд сократилось до 19. Абсолютный чемпион определяется между победителями Апертуры и Клаусуры (которые станут фактически кругами классического чемпионата). Если одна и та же команда становится победителем обоих турниров, то она автоматически объявляется чемпионом.

### Международная квалификация
- Победитель турниров Апертура и Клаусура квалифицируется в групповой этап Кубка Либертадорес (абсолютный чемпион квалифицируется как Венесуэла 1, а занявший второе место как Венесуэла 2).
- Команда с наибольшим количеством очков за весь сезон (Апертура + Клаусура) квалифицируется в предварительном раунде Кубка Либертадорес как Венесуэла 3.
- Вторая и третья команды с наибольшим количеством очков за весь сезон квалифицируются на Южноамериканский кубок как Венесуэла 1 и Венесуэла 2.
- Если команда выиграла оба турнира, то она квалифицируется на Кубок Либертадорес, как Венесуэла 1, тогда первая и вторая команды с наибольшим количеством очков за весь сезон участвуют в квалификации Кубка Либертадорес как Венесуэла 2 и Венесуэла 3, а также четвёртая и пятая команды с большинством очков в течение всего сезона проходят отбор на Южноамериканский кубок как Венесуэла 1 и Венесуэла 2.
- Если победитель Кубка Венесуэлы не будет допущен к Кубку Либертадорес, вышеупомянутыми условиями или суммой очков за весь сезон, тогда он займет место Венесуэла 2 в Южноамериканском кубке.

### Вылет
Две команды с самым низким положением в турнирной таблице по итогам сезона (Апертура + Клаусура) автоматически попадают во Второй дивизион. Из-за пандемии COVID-19 по итогам чемпионата 2020 года вылет во Второй дивизион отменён.

## Состав Лиги в сезоне 2022
| Клуб                    | Город          |
| ----------------------- | -------------- |
| Арагуа                  | Маракай        |
| Атлетико Венесуэла      | Каракас        |
| Академия Пуэрто-Кабельо | Пуэрто-Кабельо |
| Гран Валенсия           | Валенсия       |
| Депортиво Ла Гуайра     | Каракас        |
| Депортиво Лара          | Кабударе       |
| Депортиво Тачира        | Сан-Кристобаль |
| Карабобо                | Валенсия       |
| Каракас                 | Каракас        |
| Метрополитанос          | Каракас        |
| Минерос Гуаяна          | Сьюдад-Гуаяна  |
| Монагас                 | Матурин        |
| Португеса               | Акаригуа       |
| Самора                  | Баринас        |
| Сулия                   | Маракайбо      |
| Титанес                 | Маракайбо      |
| Универсидад Сентраль    | Каракас        |
| Эрманос Кольменарес     | Баринас        |
| Эстудиантес де Мерида   | Мерида         |

## Список чемпионов (профессиональная эра)

### Годичные турниры (февраль-август)
- 1957 Универсидад Сентраль
- 1958 Депортиво Португес
- 1959 Депортиво Эспаньол
- 1960 Депортиво Португес
- 1961 Депортиво Италия
- 1962 Депортиво Португес
- 1963 Депортиво Италия
- 1964 Депортиво Галисия
- 1965 Лара
- 1966 Депортиво Италия
- 1967 Депортиво Португес
- 1968 Унион Депортиво Канариас
- 1969 Депортиво Галисия
- 1970 Депортиво Галисия
- 1971 Валенсия
- 1972 Депортиво Италия
- 1973 Португеса (Акаригуа)
- 1974 Депортиво Галисия
- 1975 Португеса (Акаригуа)
- 1976 Португеса (Акаригуа)
- 1977 Португеса (Акаригуа)
- 1978 Португеса (Акаригуа)
- 1979 Депортиво Тачира
- 1980 Эстудиантес (Мерида)
- 1981 Депортиво Тачира
- 1982 Атлетико Сан-Кристобаль
- 1983 Универсидад де Лос-Андес
- 1984 Депортиво Тачира
- 1985 Эстудиантес (Мерида)
- 1986 Депортиво Тачира

### Система «Осень-весна» (август-май)
- 1986/87 Маритимо (Каракас)
- 1987/88 Маритимо (Каракас)
- 1988/89 Минерос Гуаяна
- 1989/90 Маритимо (Каракас)
- 1990/91 Универсидад де Лос-Андес
- 1991/92 ФК Каракас
- 1992/93 Маритимо (Каракас)
- 1993/94 ФК Каракас
- 1994/95 ФК Каракас
- 1995/96 Минервен
- 1996/97 ФК Каракас
- 1997/98 Атлетико Сулия
- 1998/99 Италчакао / Депортиво Италия
- 1999/00 Депортиво Тачира
- 2000/01 ФК Каракас
- 2001/02 Насьональ Тачира
- 2002/03 ФК Каракас
- 2003/04 ФК Каракас
- 2004/05 Унион Атлетико Маракайбо
- 2005/06 ФК Каракас
- 2006/07 ФК Каракас
- 2007/08 Депортиво Тачира
- 2008/09 ФК Каракас
- 2009/10 ФК Каракас
- 2010/11 Депортиво Тачира
- 2011/12 Депортиво Лара
- 2012/13 Самора
- 2013/14 Самора
- 2014/15 Депортиво Тачира

### Годичные турниры (январь-декабрь)
- 2015 (переходный) Самора
- 2016 Самора
- 2017 Монагас
- 2018 Самора
- 2019 ФК Каракас
- 2020 Депортиво Ла Гуайра
- 2021 Депортиво Тачира
- 2022 Метрополитанос
- 2023 Депортиво Тачира

### Количество титулов
- ФК Каракас — 12
- Депортиво Тачира (Сан-Кристобаль) — 10
- Депортиво Петаре (Каракас) — 5[1]
- Португеса (Акаригуа) — 5
- Самора (Баринас) — 4
- Депортиво Португес (Каракас) — 4[2]
- Депортиво Галисия (Каракас) — 4
- Маритимо (Каракас) — 4
- Эстудиантес (Мерида) — 2
- Универсидад де Лос-Андес (Мерида) — 2[3]
- Депортиво Лара (Баркисимето) — 1
- Универсидад Сентраль (Каракас) — 1
- Депортиво Эспаньол (Каракас) — 1[4]
- ФК Лара (Баркисимето) — 1
- Унион Депортиво Канариас (Каракас) — 1
- Атлетико Сан-Кристобаль — 1[5]
- Минерос Гуаяна (Сьюдад-Гуаяна) — 1
- Минервен Боливар (Сьюдад-Гуаяна) — 1
- Атлетико Сулия (Маракайбо) — 1[6]
- Насьональ Тачира (Сан-Кристобаль) — 1[7]
- Унион Атлетико Маракайбо — 1
- Монагас — 1
- Депортиво Ла Гуайра — 1
- Метрополитанос — 1